# Choucroute International Production
Choucroute International Production est une société de productions de films et de musique créée par Charlots, après leur séparation du producteur Christian Fechner.
La société éponyme (siren 308-529-023) a été immatriculée le 25 novembre 1976 et radiée le 11 août 2009.

## Filmographie
- 1978 : Et vive la liberté ! de Serge Korber
- 1979 : Les Charlots en délire d'Alain Basnier
- 1980 : Les Charlots contre Dracula de Jean-Pierre Desagnat
- 1983 : Le Retour des bidasses en folie de Michel Vocoret
- 1984 : Charlots connection de Jean Couturier

## Discographie
Note : Pour la discographie complète des Charlots de 1965 à 2017, voir l'article Les Charlots.

### 45 tours (E.P et singles)
- 1976 : Du film "Bons Baisers de Hong Kong" : From Hong Kong with love / Georges Super Star (chanté par Mickey Rooney)
- 1976 : Les Colorants / M. le percepteur
- 1976 : La Biguine au biniou / Y'en a pas deux comme toi
- 1977 : ! (Histoire merveilleuse) / Touch mabadah cébonot bichidi (Gros bébé)
- 1977 : Du film "Et vive la liberté" : Thème d'Omar / Et vive la liberté !
- 1978 : Rio / En Amérique
- 1979 : Ouille, ça fait mal / À l'ANPE
- 1981 : T'es à l'usine Eugène (confidence sur le reggae) / Moi envie de faire tee-pee
- 1982 : Chagrin d'labour / L'Islam classé X
- 1983 : C'est trop... c'est trop ! / L'abbé rock
- 1983 : L'Apérobic / Réflexions napoléoniennes sur un objet usuel de la vie en exil (La table)
- 1984 : Yodoloï / Le grand cacatoes des Indes
- 1984 : Vamos a trabajar / Ca boogie-woogait
- 1985 : Ah ! Viens ! (avec la participation de Nicole Croisille alias Debbie Stoockett) / Neurochimie mon amour (coït à Tokyo)
- 1986 : Toot toot première fois  / Station Barbès

### Albums
- 1976 : Nouvelle cuvée : La biguine au biniou - L'Embrayage - Y vaut mieux être pauvre - Y'en a pas deux comme toi - Si tant beaucoup loin - C'est dur la vie - Ma mère - Les Aubergines - La Reine du flipper - Ivrognerie - Chère Ménie - Mystère et gris gris
- 1977 : Et ta sœur : Vive le pinard - Quand les andouilles voleront - Le tango stupéfiant - L’hilarité céleste - Viens dans mon gourbi - Aux p’tits oignons - La jambe de bois - La mise en bouteille - Et ta sœur - Maigrir - Roule roule - La valse des mouches
- 1983 : C'est Trop... C'est Trop ! : Yodoloï - L'Apérobic - T'Es A L'Usine Eugène (Confidence Sur Le Reggae) - L'Abbé Rock - L'Islam Classé X - C'Est Trop... C'Est Trop ! - Moi Envie De Faire Tee-Pee - Reflexions Napoléoniennes Sur Un Objet Usuel De La Vie En Exil (La Table) - Chagrin D'Labour
- 1985 : Fesse en rut majeur : Ah! Viens (avec la participation de Nicole Croisille alias Debbie Stoockett) - Suce ma pine - Staphylocoque blues - La P'tite Branlette -  Neurochimie mon amour - Le Grand Vicaire (paroles inédites de  Georges Brassens) ;
- 1986 : Parod'Hit Parade : Il est plein - Toot toot première fois - La Bouche camembert - Station Barbès - Tout doucement dans les dents - Chagrin d'labour ;